# Лапчатка тюрингенская
Лапчатка тюрингенская — многолетнее травянистое растение, вид рода Лапчатка (Potentilla) семейства Розовые (Rosaceae). Встречается также как Лапчатка Гольдбаха по устаревшему синониму лат. Potentilla goldbachii.

## Название
Видовой эпитет дан по исторической области Тюрингия в восточной части Германии. Тривиальное (народное) название вида в английском языке — «немецкая лапчатка» (англ. German cinquefoil).

## Ботаническое описание
Многолетнее травянистое растение.
Корневище крупное, многоглавое.

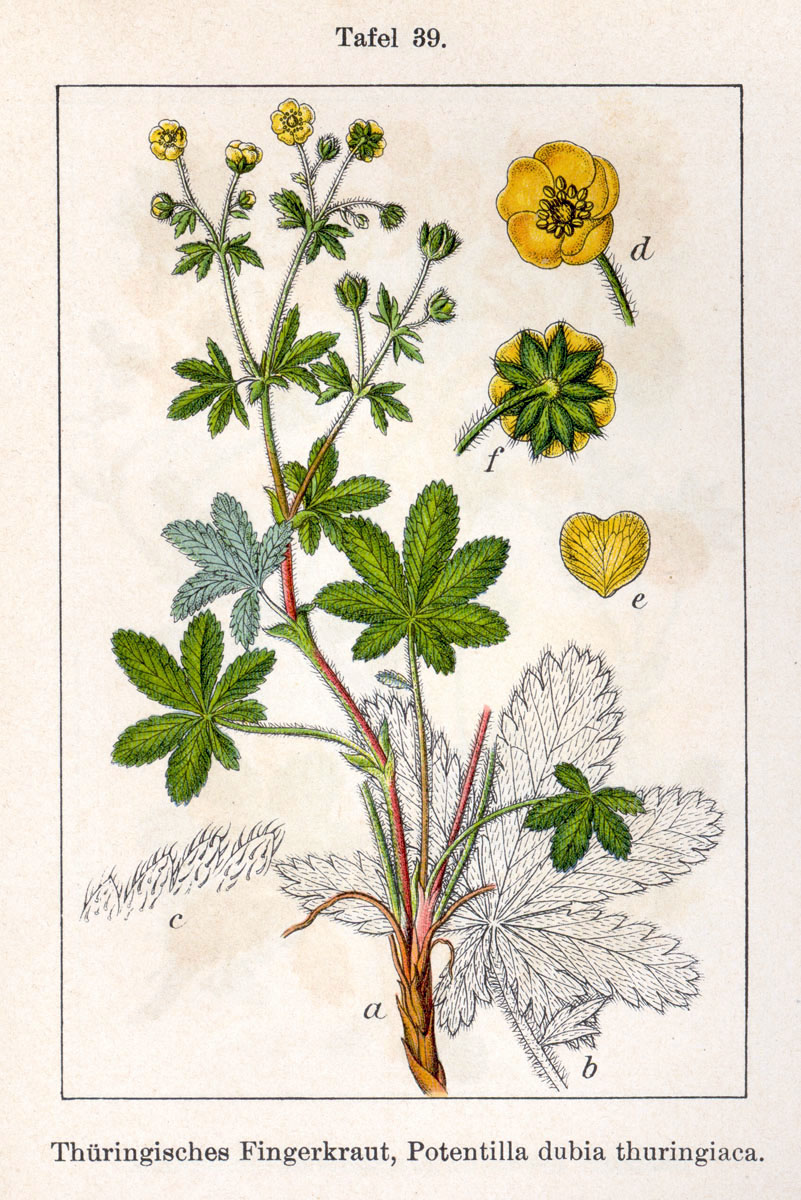
Лапчатка тюрингенская.

Стебли (10)15-40(50) и даже до 70 см высотой, крепкие, малооблиственные, при основании восходящие, затем прямые и разветвленные выше середины.
Прикорневые и нижние стеблевые листья 4-25(-35) см на длинных черешках 2-20(-25) см, пальчатые, с (5)6-7(9) листочками, волосистые, зеленые с обеих сторон. Прилистники пленчатые с крупными заостренными ушками. Верхние листья в количестве 1-3, пятерные и тройчатые, прилистники широко-яйцевидные, острые, нередко зубчатые. Листочки продолговатые или продолговато-обратнояйцевидные, 1,5-4,5 см длиной и до 2 см шириной, зубчатые.
Многоцветковое соцветие с 5-20 цветками, щитковедно-метельчатое, рыхлое, из редких полузонтиков. Цветки некрупные, (10)12-17 мм диаметром, на очень длинных цветоносах. Лепестки широко обратно-яйцевидные, выемчатые, золотисто-желтые. Чашечка в 1,5 раза короче венчика, волосистая, иногда с примесью мелких железок. Наружные чашелистики продолговатые, практически равные по длине с яйцевидно-ланцетными внутренними. Тычинок 20 с довольно длинными до 1 см тычиночными нитями и продолговато-яйцевидными пыльниками. Семянки продолговато-яйцевидные, морщинистые. Столбик почти верхушечный. Цветение поздней весной — в начале лета.
Зрелые плоды-орешки морщинистые.
Хромосомное число 2n = 42, 56.

## Распространение и экология
Природный ареал охватывает Скандинавию и восток Средней Европы. Интродуцирован в Беларуси, Финляндии, Норвегии, Швеции, Прибалтике.
На территории России встречается в Западной и Восточной Сибири, на Европейской части. Вид внесен в ботанический атлас растений Ленинградской области.
Произрастает по разреженным лесам и опушкам, вырубкам, кустарникам, лугам, реже на полях.

## Охранный статус
Вид (под названием Лапчатка Гольдбаха) включен в красную книгу Саратовской области со статусом 3б — редкий вид.

## Классификация
Лапчатка тюрингенская довольно схожа с более распространенной лапчаткой средней, от которой отличается гораздо более широкими лепестками (8-10 мм против 4-5), более многочисленными листочками листьев (5-9) и бугорками-туберкулами в основании длинных волосков.

## Таксономия
- Potentilla thuringiaca Bernh. ex Link, 1822, Enum. Hort. Berol. Alt. 2: 64

Вид Лапчатка тюрингенская относится к роду Лапчатка (Potentilla) семейства Розовые (Rosaceae) порядка Розоцветные (Rosales), последовательно входящего в более крупные клады Фабиды → Розиды → Суперрозиды → Эвдикоты → Цветковые растения. Таксономическая схема в соответствии с Системой APG IV по состоянию на июнь 2024 года:
|  |                          |  |                                   |                                   |                   |  | еще 8 семейств | еще 8 семейств |                           |  |  |  | еще 551 подтвержденный вид и 925 видов, ожидающих подтверждения |
|  |                          |  |                                   |                                   |                   |  | еще 8 семейств | еще 8 семейств |                           |  |  |  | еще 551 подтвержденный вид и 925 видов, ожидающих подтверждения |
|  |                          |  |                                   | порядок Розоцветные               |                   |  |                |                | род Лапчатка              |  |  |  |                                                                 |
|  |                          |  |                                   | порядок Розоцветные               |                   |  |                |                | род Лапчатка              |  |  |  |                                                                 |
|  | клада Цветковые растения |  |                                   |                                   | семейство Розовые |  |                |                | вид Лапчатка тюрингенская |  |  |  |                                                                 |
|  | клада Цветковые растения |  |                                   |                                   | семейство Розовые |  |                |                |                           |  |  |  |                                                                 |
|  |                          |  | ещё 63 порядка цветковых растений | ещё 63 порядка цветковых растений |                   |  |                | еще 116 родов  | еще 116 родов             |  |  |  |                                                                 |
|  |                          |  |                                   | ещё 63 порядка цветковых растений |                   |  |                |                | еще 116 родов             |  |  |  |                                                                 |

Некоторыми систематиками полагается, что вид является одним из родительских таксонов Лапчатки окской (Potentilla okensis) (P. arenaria x P. goldbachii) — подтвержденный вид, и Potentilla gordiaginii (P. canescens x P. goldbachii) — вид, включаемый в синонимику Potentilla radiata.

### Синонимы
- Potentilla assurgens subsp. bouquoyana (Knaf) O.Schwarz
- Potentilla assurgens subsp. parviflora (Gaudin) O.Schwarz
- Potentilla assurgens subsp. thuringiaca (Bernh.) O.Schwarz
- Potentilla assurgens subsp. thuringiaca (Bernh. ex Link) O.Schwarz
- Potentilla bouquojana Nyman
- Potentilla buguoyana Knaf
- Potentilla buquoyana Knaf
- Potentilla caucasica Juz.
- Potentilla chrysantha Rchb.
- Potentilla chrysantha prol. goldbachii (Rupr.) Th.Wolf
- Potentilla chrysantha subsp. nestleriana (Tratt.) P.Fourn.
- Potentilla chrysantha subsp. thuringiaca (Bernh. ex Link) Asch. & Graebn.
- Potentilla chrysantha subsp. thuringiaca (Bernh. ex Link) Simonk.
- Potentilla chrysantha var. buquoyana (Knaf) Th.Wolf
- Potentilla chrysantha var. parviflora (Gaudin) Th.Wolf
- Potentilla chrysantha var. thuringiaca (Bernh. ex Link) Grecescu
- Potentilla elongata Goldb. ex Ser.
- Potentilla elongata Goldb.
- Potentilla elongata var. goldbachii Rupr.
- Potentilla goldbachii (Rupr.) Rupr.
- Potentilla goldbachii unr. elongata Rupr.
- Potentilla goldbachii unr. humilior Rupr.
- Potentilla goldbachii unr. tomentosa Rupr.
- Potentilla helvetica Jord. ex Verl.
- Potentilla heptaphylla H.J.Coste
- Potentilla heptaphylla subsp. bouquoyana (Knaf) Čelak.
- Potentilla heptaphylla subsp. elongata (Goldb. ex Ser.) Nyman
- Potentilla heptaphylla subsp. nestleriana (Tratt.) Čelak.
- Potentilla heptaphylla var. elongata (Goldb. ex Ser.) Lehm.
- Potentilla heptaphylla var. goldbachii (Rupr.) Th.Wolf
- Potentilla heptaphylla var. parviflora (Gaudin) Lehm.
- Potentilla heptaphylla var. thuringiaca (Bernh. ex Link) Fiori
- Potentilla heterophylla subsp. mathonetii (Jord.) Nyman
- Potentilla intermedia var. elongata Goldb. ex Ser.
- Potentilla intermedia var. mathonetii (Jord.) St.-Lag.
- Potentilla mathonetii Jord.
- Potentilla nestleri Fr.
- Potentilla nestleriana Tratt.
- Potentilla nestleriana var. parviflora (Gaudin) Focke
- Potentilla orbiculata Th.Wolf
- Potentilla parviflora Gaudin
- Potentilla parviflora subsp. goldbachii (Rupr.) Hyl.
- Potentilla parviflora subsp. thuringiaca (Bernh.) Hyl.
- Potentilla parviflora subsp. thuringiaca (Bernh. ex Link) Hyl.
- Potentilla patens Herbich
- Potentilla pontica K.Koch
- Potentilla thuringiaca f. elatior Th.Wolf
- Potentilla thuringiaca f. humilior (Rupr.) Th.Wolf
- Potentilla thuringiaca f. hunyadensis Jáv.
- Potentilla thuringiaca f. macropetala Th.Wolf
- Potentilla thuringiaca f. parviflora (Gaudin) Th.Wolf
- Potentilla thuringiaca f. tomentosa (Rupr.) Th.Wolf
- Potentilla thuringiaca f. typica Th.Wolf
- Potentilla thuringiaca f. villosa R.Keller & Siegfr.
- Potentilla thuringiaca subsp. goldbachii (Rupr.) Th.Wolf
- Potentilla thuringiaca subsp. nestleriana (Tratt.) Th.Wolf
- Potentilla thuringiaca var. buquoyana (Knaf) Th.Wolf
- Potentilla thuringiaca var. elongata (Goldb. ex Ser.) Th.Wolf
- Potentilla thuringiaca var. genuina Th.Wolf
- Potentilla thuringiaca var. jurassica Siegfr. ex Th.Wolf
- Potentilla thuringiaca var. nestleriana (Tratt.) Schinz & R.Keller
- Potentilla thuringiaca var. parviflora Schinz & R.Keller